# Engel (Rollenspiel)

Engel Logo

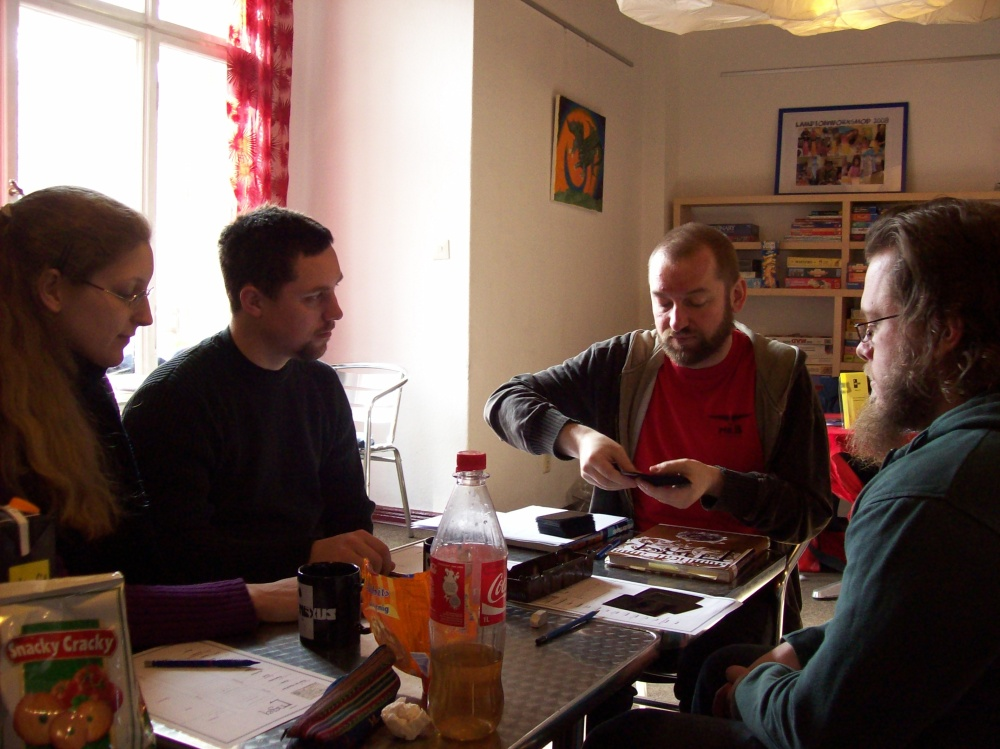
Eine Spielrunde Engel aus Spielersicht auf dem Burg-Con in Berlin 2009

Engel ist ein deutsches Rollenspiel aus dem Verlag Feder & Schwert, das seit 2013 vom Uhrwerk Verlag vertrieben wird. Erdacht und konzipiert wurde es von Oliver Graute, Oliver Hoffmann und Kai Meyer. Es zeichnet sich in erster Linie durch die detailreiche Hintergrundwelt aus, die eine Mischung aus einer mittelalterlich-feudalistischer Gesellschaftsordnung, katholizismusähnlicher Mystik und Cyberpunk-Elementen aus verbotenen Technik-Resten darstellt.

## Regeln
Als Regelwerk bietet es neben dem Open Game License des d20-Systems vor allem auch das hauseigene Arkana-System an, bei dem man anstatt der sonst im Rollenspiel üblichen Würfel Tarot-ähnliche Karten verwendet, die mehr zur Inspiration eingesetzt werden, als zur tatsächlichen Entscheidung über Erfolg oder Misserfolg.

## Hintergrund

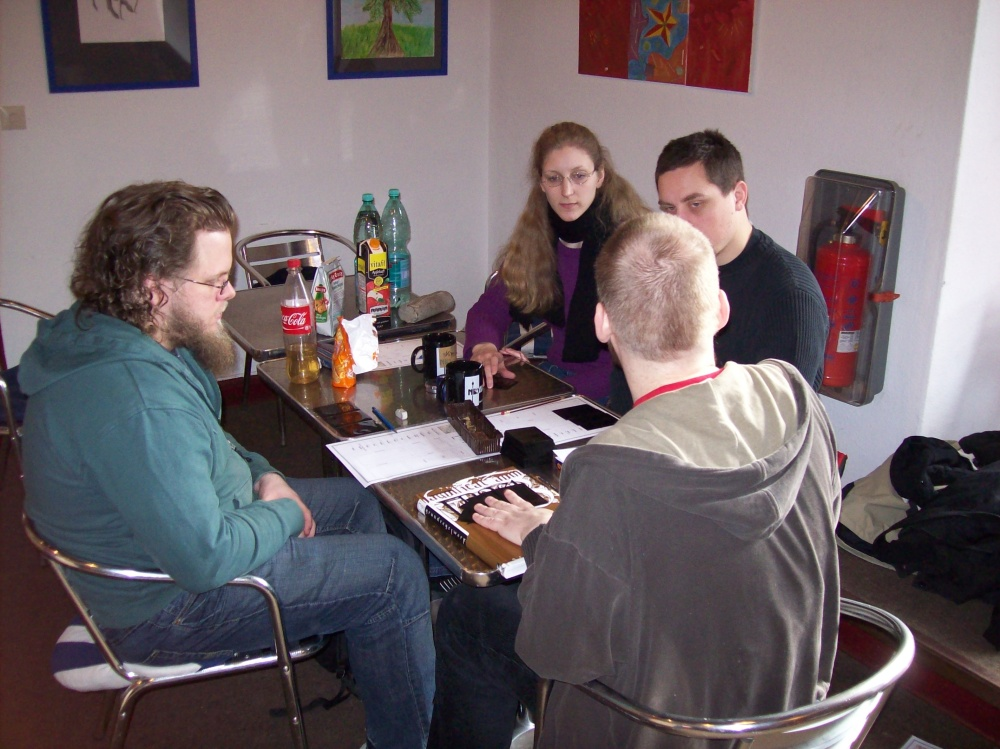
Eine Spielrunde Engel auf dem Burg-Con in Berlin 2009

Die Hintergrundwelt ist sehr ungewöhnlich: In einer zukünftigen Version der Erde im Jahre 2654 herrscht nach diversen anscheinend übernatürlichen Katastrophen sowie einer Erderwärmung mit Küstenüberflutung in Europa die Angelitische Kirche, die die Engel in den Mittelpunkt ihrer Religion gerückt hat. Gläubigen verspricht sie keine postmortale Existenz, sondern diesseitigen Schutz durch Engel. Diese Engel sind laut der angelitischen Kirche aus dem Jenseits zu Wesen aus Fleisch und Blut „herabgestiegen“ und leben ganz real und von jedermann sichtbar auf Erden in der Gestalt von kindhaften, androgyn wirkenden Wesen mit großen weißen Flügeln. Sie wohnen mit den jeweiligen Leitungen ihrer Orden in extrem hohen Burgen, den Himmeln, und dienen als Boten Gottes im Dienste der angelitischen Kirche und als Kämpfer für den Glauben gegen Ketzerei und den Feind der Menschheit, der vom Herrn der Fliegen geschickten Traumsaat, die nur von Engeln besiegt werden kann.
Die angelitische Kirche kennt keinen Zölibat. Sie fördert die Reproduktion und schätzt Kinder sehr hoch, da die gesamte Gesellschaft der kirchentreuen Menschheit von einer hohen Geburtenrate abhängig ist. Kindesmisshandlung gilt als Kapitalverbrechen in einer Reihe mit Mord und Ketzerei. Laut Storyline hat sich die angelitische Kirche über die Jahrhunderte aus einigen katholischen Vorstellungen entwickelt, hat aber nunmehr im Jahre 2654 in vielen Punkten abweichende Wertevorstellungen.
In der Grundversion von Engel spielen (zusammen mit einem Spielleiter, der die Spielwelt darstellt) fünf Spieler eine Engelsschar, in der typischerweise jeder der fünf streitenden Engelsorden vertreten ist. Die Schar wird von der Angelitischen Kirche mit verschiedenen Aufgaben betraut und die Engel entdecken langsam die komplexen Zusammenhänge der Spielwelt von Engel. Hierin liegt auch der eigentliche Reiz des Spieles, da es um die Genese, Ausbildung und Fortentwicklung der mit außergewöhnlichen Kräften ausgestatteten Engel und die Absichten der Angelitischen Kirche eine Menge Geheimnisse gibt.
Seit der Publikation „Mater Ecclesia“ ist es auch möglich, Templer aus den verschiedenen Orden zu spielen.

## Figuren

### Die Engel des Herrn
Die Engel teilen sich in Orden auf, und jeder Orden hat ein unverwechselbares Erscheinungsbild und eine spezielle Aufgabe.
Die Aspekte der Engelsorden unterscheiden sich teilweise von jenen der klassisch bekannten Erzengel. So ist etwa Gabriel bekannt als „Bote Gottes“, während er im Spiel als Erzengel des Ordens der „Streiter des Herrn“ vorkommt. Umgekehrt gilt Uriel, im Spiel der Erzengel des Ordens „Der Bewahrer der Wege“, klassisch als Geleiter der Toten zum jüngsten Gericht.

- Michaeliten: „Die sind wie Gott“ – Sie sind die Anführer und Taktiker sowie Sprachrohr einer Engelsschar.
- Gabrieliten: „Die Streiter des Herrn“, „Die Todesengel“ – Nur diese Kriegerengel tragen schwarze Kleider. Jeder Gabriel hat ein Flammenschwert, das ein Teil seiner Seele ist.
- Urieliten: „Die Bewahrer der Wege“ – Die Fernkämpfer und Kundschafter der Schar.
- Raphaeliten: „Die heilenden Hände des Herrn“ – Die Heiler und Seelsorger der Schar.
- Ramieliten: „Die Bewahrer des Wissens“ – Sie haben das Privileg, lesen und schreiben zu dürfen, und haben starke meditative Fähigkeiten.
- Sarieliten: „Die Lobpreisenden Engel“ – Flügellose Engel, die zur Erbauung ihrer Geschwister singend auf titanischen Schwebeplattformen in die Schlacht ziehen und in jüngster Zeit auch für Spionagetätigkeiten ausgebildet werden.
- Ragueliten: „Die Bewahrer der Vergangenheit“ – Ein ausgestorbener Orden, der sich mit verbotener Technik beschäftigte.
- Samaeliten: „Die Bewahrer der Werte“ – Ein verschollener Orden, der damals offenbar auch eine Inquisition innerhalb der Angelitischen Kirche darstellte.

Die Engel stehen über allen Menschen außer dem Pontifex Maximus Petrus Secundus Maximus, dem Gründer der Angelitischen Kirche, der seit 500 Jahren als Knabe im Petersdom in Roma Aeterna sehr lange lebt, und den Äbten, die ihre jeweiligen Orden von den Himmeln aus leiten, und werden von diesen verehrt. Je eine „Schar“ besteht aus einem Michaeliten, einem Gabrieliten, einem Urieliten, einem Raphaeliten und einem Ramieliten.
Der Himmel der Ragueliten wurde von einem der Fegefeuer, die auf der Erde ihre Bahnen ziehen, vernichtet. Der Himmel der Samaeliten wurde auf Korsika vollständig eingeschlossen und ist daher vom Rest Europas abgeschlossen.

### Monachen und Beginen
Sie sind die Diener der Kirche und gehören jeweils einem der Engelsorden an. Sie leben entweder im Himmel ihres Ordens oder in Klöstern. Sie dienen den Idealen der Angelitischen Kirche und ihrem speziellen Orden.

### Templer
Kämpfer im Auftrag der angelitischen Kirche, die jeweils einem der Engelsorden unterstehen. Sie bilden das Heer der angelitischen Kirche. Je nach Orden wird mehr oder weniger Wert auf die Unterhaltung eines Templerheeres und auf verschiedene Heeresteile gelegt. In Sachen Kleidung und Haartracht eifern die Templer meist den stark verehrten Engeln ihres Ordens nach.

### Beutereiter
Schwarz gewandete Reiter und Söldlinge, die im Auftrag der angelitischen Kirche durch Europa ziehen und auf ihren Reisen den Kirchenzehnt eintreiben, der bei Engel in Form von Kindern eingetrieben wird, die als Templer, Monachen/Beginen oder in anderer Form in den Dienst der Angelitischen Kirche gestellt werden.

### Traumsaat
Insektenartige Wesen, die die Feinde der Menschheit darstellen. Ihren Namen haben sie daher, dass man allgemein sagt, sie seien aus den Träumen des Herrn der Fliegen entstanden.
Ihre Größe kann variieren von fliegengroßen Wesen bis zu gigantischen Leviathanen, die ganze Schiffe verschlingen. Sie entstehen offenbar im Brandland, welches riesige Feuersäulen, Fegefeuer genannt, hinterlassen, wo immer sie ihre Bahnen ziehen.
Traumsaat ähnelt zwar meist Insekten, kann aber auch andere, seltsame Formen haben. Es ist ungeklärt, ob sie strategische Ziele verfolgen, aber ihr Verhalten lässt oft darauf schließen, dass eine bösartige Intelligenz hinter ihnen steckt.

### Diadochen
Unabhängige Stadtfürsten, die sich von der Angelitischen Kirche losgesagt haben. Sie benutzen von der Kirche verbotene Überreste von technischen Gerätschaften des 20.–21. Jahrhunderts z. B. Schusswaffen.

### Ketzer
Ketzer gibt es in großer Variationsbreite. Einige bestreiten diverse Lehren der Angelitischen Kirche. Andererseits gibt es aber auch Kulte des Herrn der Fliegen, die Egoismus, Grausamkeit und rituellen Kindermord praktizieren.

## Regelwerke
Allgemein
- Oliver Graute u. a.: Die Chroniken der Engel – Grundregelwerk Feder und Schwert, Mannheim 2002, ISBN 3-937255-29-X.
- Oliver Graute: Traumsaat [die Tagebücher des Monstermalers Fra Domenico]. Feder und Schwert, Mannheim 2002, ISBN 978-3-935282-46-8
- Oliver Graute u. a.: Engel – Grundregelwerk 2.0. Feder und Schwert, Mannheim 2005, ISBN 978-3-937255-29-3
- Verena Stöcklein, Thomas Plischke u. a.: Mater Ecclesia. Feder und Schwert, Mannheim 2005, ISBN 978-3-937255-30-9
- Thomas Plischke u. a.: De Bello Britannico. Feder und Schwert, Mannheim 2006, ISBN 978-3-937255-58-3
- Oliver Hoffmann, Tobias Hamelmann u. a.: Codex Urbanis. Feder und Schwert, Mannheim 2007, ISBN 978-3-937255-66-8
- Oliver Graute u. a.: Engel Corebook. ISBN 1-58846-123-8 (englisch)

Ordensbücher
- Oliver Graute u. a.: Ordensbuch: Michaeliten. Feder und Schwert, Mannheim [2002?] ISBN 978-3-935282-47-5
- Verena Stöcklein, Oliver Graute Ordensbuch: Gabrieliten. Feder und Schwert, Mannheim 2003, ISBN 978-3-935282-70-3
- Thomas Plischke u. a.: Ordensbuch: Urieliten. Feder und Schwert, Mannheim 2004, ISBN 978-3-935282-87-1
- Verena Stöcklein u. a.: Ordensbuch: Ramieliten. Feder und Schwert, Mannheim 2004, ISBN 978-3-937255-11-8
- Thomas Plischke u. a.: Ordensbuch: Raphaeliten. Feder und Schwert, Mannheim 2004, ISBN 978-3-935282-85-7

Romane
- Severin Rast, Oliver Hoffmann: Hiobs Botschaft 1. Band Brandland. Feder und Schwert, Mannheim 2002, ISBN 978-3-935282-22-2
- Severin Rast, Oliver Hoffmann: Hiobs Botschaft 2. Band Traumsaat. Feder und Schwert, Mannheim 2002, ISBN 978-3-935282-20-8
- Severin Rast, Oliver Hoffmann: Hiobs Botschaft 3. Band Fegefeuer. Feder und Schwert, Mannheim 2002, ISBN 978-3-935282-69-7
- Severin Rast, Oliver Hoffmann: Brandland. Feder und Schwert, Mannheim 2004 3., überarb. Neuaufl., Jubiläumsausg. ISBN 978-3-937255-19-4 (Früher als: Hiobs Botschaft; 1 – 3)
- Graute, Hoffmann, Mosler, Plische, Nöth, Stöcklein: Exodus. Feder und Schwert, Mannheim ISBN 978-3-937255-70-5
- Verena Stöcklein, Thomas Plischke: Der Schwur des Sommerkönigs 1: Terra Nova. Feder und Schwert, Mannheim 2005, ISBN 978-3-937255-21-7
- Verena Stöcklein, Thomas Plischke: Der Schwur des Sommerkönigs 2: Terra Incognita. Feder und Schwert, Mannheim 2005, ISBN 978-3-937255-46-0
- Martina Nöth: Homini Lupus. Feder und Schwert, Mannheim 2006, ISBN 978-3-937255-91-0
- Oliver Graute: Deus vult. Feder und Schwert, Mannheim 2007, ISBN 978-3-86762-012-3
- Oliver Graute: Apocalyptica. Feder und Schwert, Mannheim 2010, ISBN 978-3-86762-060-4

Comics
- Kai Meyer, Dieter Jüdt: Pandoramicum Feder und Schwert, Mannheim 2001, ISBN 3-935282-08-7